# شهرستان بوون
شهرستان بوون (به لاتین: Boeun County) یک منطقهٔ مسکونی در کره جنوبی است که در چونگچیونبوک-دو واقع شده‌است. شهرستان بوون ۵۸۴٫۴۵ کیلومتر مربع مساحت و ۴۳٬۲۴۵ نفر جمعیت دارد.